# Бариа-Вунгтау
Бариа-Вунгта́у (вьет. Bà Rịa–Vũng Tàu) — провинция в южной части Вьетнама. Площадь — 1 983 км². Население на 2022 год — 1 178 700 человек. Современный вид провинция приняла в 1992 году, выделившись из провинции Донгнай.

## Население
Население по данным на 2019 год — 1 148 313 человек, из которых этнические вьеты составляют 97,8 % населения, хоа, кхмеры и другие национальности — менее 1 % каждая.
| 2009    | 2019      |
| ------- | --------- |
| 994 837 | 1 148 313 |

## Административное деление
В административном отношении делится на:
- город провинциального подчинения Вунгтау,
- город провинциального подчинения Бариа[7];

и 6 следующих уездов:
- уезд Лонгдьен (Long Điền);
- уезд Датдо (Đất Đỏ);
- уезд Тяудык (Châu Đức);
- уезд Тантхань (Tân Thành);
- уезд Суенмок (Xuyên Mộc);
- уезд Кондао (Côn Đảo) — островной уезд.

## Экономика
Провинция известна нефтедобывающей отраслью и туристическим направлением. В провинции находятся ближайшие к Хошимину морские пляжи, потому в выходные многие жители мегаполиса приезжают сюда на отдых.